# Xadrez na França
O Xadrez na França refere-se a contribuição da França na história do xadrez desde sua assimilação no século XI até a atualidade. Os franceses receberam o xadrez a partir dos espanhóis e italianos no início do século XI, embora as regras do jogo ainda fossem idênticas ao do Xatranje. Apesar das eventuais restrições religiosas da Igreja Católica Romana e do rei Carlos V, o jogo se popularizou entre a corte.
Por volta do século XVII, a França ascende como um importante centro da prática do xadrez moderno. Com as novas regras consolidadas, uma nova geração de jogadores franceses como Legall de Kermeur e Philipp Stamma dos quais se destaca o músico François-André Danican Philidor, considerado um campeão mundial não-oficial. No mesmo período surgem as primeiras cafeterias dedicadas a prática do xadrez e em Paris, o Café de la Régence onde são realizados os primeiros confrontos internacionais entre os melhores jogadores da Europa.